# 格拉查尼察市镇
格拉查尼察市镇（羅馬化：Opština Gračanica），是科索沃普里什蒂納區的一个市镇，行政中心为格拉查尼察。市镇面积为131平方公里，人口数量为10,675人（2011年）。